# Blackwood's Magazine

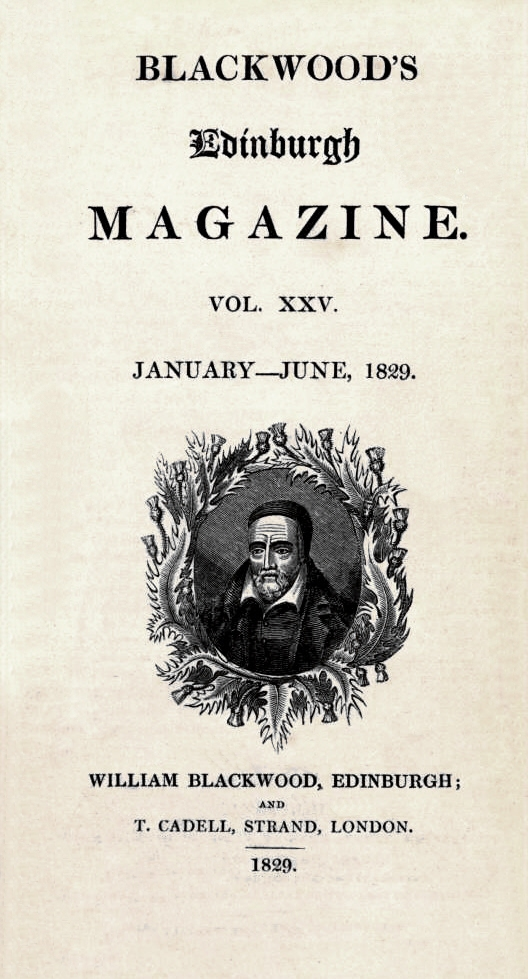
Capa da Blackwood's Edinburgh Magazine,
vol. XXV, jan.-jun. de 1829.

Blacwood's Magazine foi uma revista britânica publicada entre 1817 e 1980. Foi fundada pelo editor William Blackwood e chamou-se inicialmente Edinburgh Monthly Magazine. O primeiro número surgiu em abril de 1817 sob a direcção de Thomas Pringle e James Cleghorn. A revista não teve êxito e Blackwood despediu Pringle e Cleghorn, relançando-a com o título Blackwood's Edinburgh Magazine e sob sua própria direção. Posteriormente foi adotado o nome definitivo, mais curto, sendo que desde o seu relançamento a revista se autodesignava por Maga.